# 鹿野氏馬蘭
（學名：Aster kanoi）為菊科紫菀屬下的一個種，於2020年由鐘詩文等人發表於《Taiwania》期刊。此物種過去常被鑑定為雪山馬蘭（Aster takasagomontanus Sasaki），兩個物種很相似，但鹿野氏馬蘭的根莖（rhizome）較細，僅約 0.5 公分粗。繖房排列的頭花至多 7 個，頭花約 2-3 公分，較雪山馬蘭小。

## 生態特性
台灣特有種，環台灣的中央山脈分布，範圍包含中央尖山、南湖大山、太魯閣大山，棲地為高海拔碎石坡的區域，海拔約 2,800-3,800 公尺。
開花時間為七月至九月，結果時間從九月到十一月。